# Економија (Зворник)
Економија је насељено мјесто у општини Зворник, Република Српска, БиХ. На попису становништва 2013. године, Економија је према подацима Републичког завода за статистику Републике Српске имала 1.472 становника

## Становништво
| Демографија | Демографија | Демографија |
| Година      | Становника  | Становника  |
| ----------- | ----------- | ----------- |
| 1991.       | 0           |             |
| 2013.       | 1.472       |             |